# 野々村幸政
野々村 幸政(ののむら ゆきまさ)は、戦国時代から安土桃山時代かけての武将。剃髪して宗玄を名乗った。
同一族に野々村三十郎正成という同じく三十郎で主水正（主水助）を称した人物がいるが、別人である。

## 略歴
尾張国海東郡津島の人というが、谷口克広は正成の同族ならば美濃国の出身とも考えられるとしている。
織田信長に仕えて、尺限廻番衆に名を連ねる。
永禄12年（1569年）の伊勢大河内城攻めに従軍。元亀元年（1570年）6月22日、小谷城攻めよりの退却の際に殿軍を務めた佐々成政に協力した。
天正5年（1577年）から翌年にかけて、津田宗及の茶会に4度も名を連ねているが、「野々村主水入道宗玄」を名乗っており、すでに剃髪していたことがわかる。天正8年（1580年）3月には安土に屋敷地を与えられている。

『野々村氏略系圖』は天正10年（1582年）の本能寺の変において戦死とするが、正成との混同と考えられ、『前田育徳会文書』や『太閤記』では、天正12年（1584年）、同僚だった越中の佐々成政に属し、9月に成政が前田利家の能登末森城を攻めた攻囲戦に参加して、ここで討ち死にしたとする。